# モーデカイ・バートリー
モーデカイ・バートリー（Mordecai Bartley、1783年12月16日 - 1870年10月10日）はアメリカ合衆国・オハイオ州のホイッグ党の政治家である。第18代オハイオ州知事。
バートリーは彼の子であるトーマス・バートリーの後を継いだという、アメリカ合衆国の高い地位で起きた珍しい例である。
バートリーはペンシルベニア州ファイエット郡で生まれた。バージニア州の学校を出た後、オハイオ州ジェファーソン郡に移る。米英戦争ではウィリアム・ハリソン将軍の下で従軍、マンスフィールド近くオハイオ州リッチランド郡に移った。
農業に就いて、1816年から1818年まで州上院議員の地位にあった。1822年に連邦下院議員に選出され、1830年に再指名されるのを辞退するまで4期務めた。ホイッグ党が当初指名するも辞退したデヴィッド・スパングラーに替わって1844年、知事に立候補した（バートリーの子は民主党員）。バートリーは引退するまで1844年から1846年までの1期を務めた。